# Adrian Buba
Adrian Bubă (n. 8 iunie 1953, Caransebeș, Caraș-Severin, România) este un pictor româno-francez, asociat cu școlile române și franceze de pictură ale secolelor XX și XXI. Curator al Muzeul Național de Artă al României intre 1976 si 1980.

 
Lucrările sale, aflate la granița dintre abstracție și figuranță sugestivă, sunt incluse în colecții publice și private din România, 
Franța, China 
și alte țări.

## Biografie
Adrian  Bubă s-a născut la 8 iunie 1953 în Caransebeș, România si a demonstrat talent pentru pictură încă din tinerețe. În 1976 a absolvit Universitatea Națională de Arte București (Institutul de Arte Plastice „Nicolae Grigorescu”) ca șef de promoție.
Între 1976 și 1980 a fost curator la Muzeul Național de Artă al României, iar în 1979 a devenit  membru al Uniunea Artiștilor Plastici contemporani din Români. În 1979, a primit Premiul Național de Pictură. În același an, Galeria Orizont din București i-a publicat o monografie intitulată Adrian Buba, după expozițiile sale din 1978 și 1979. La sfârșitul anilor '70, era considerat unul dintre cei mai apreciați artiști ai noii generații din România.

Magma de Adrian Buba; Colectie de picturi

În 1980, Buba a părăsit România pentru Germania. În 1981 s-a mutat permanent la Paris, unde locuiește și lucrează în prezent. 
A devenit cetățean francez în 1984. În această perioadă, a fost cofondator al grupului internațional de artiști Die Gruppe la Leonberg (Germania), împreună cu  Bunsen, Fabritius, Fleishmann, Markos și Mendler.
În perioada 1981–1982, a fost rezident la Cité Internationale des Arts din Paris, care i-a organizat și o expoziție personală. În 1983 a primit Premiul de Artă Sacră la cel de-al XIII-lea Premiu Internațional de Artă Contemporană de la Monte Carl. Lucrarea sa Centaure (1981), achiziționată de Fondul Național de Artă Contemporană (FNAC), se află din 1984 în colecțiile Ministerului Afacerilor Externe al Franței.

## Expoziții notabile

2014 Ningbo China Contemporary CEE Fine Art Exhibition with Adrian Buba, Mirza Papuna Davitaia, Wesley N. Rasko & Niyaz Nafajov curated by Bruno Massa

Adrian Buba a expus în numeroase țări, printre care:
- 1992 Galeria Senatului Francez dinParis
- 1994 Muzeul de Artă din Saint-Paul-de-Vence, Franța
- 1994,1995 Galeria Albion, Cannes
- 1993-2014 Galeria Sievi, Berlin (șapte expoziții între 1993–2014)
- 2014 Muzeul de Artă din Ningbo, China[7]
- 2015- Expositi private (Paris, Bruxelles)
- 2016  Galerie 18,Paris    -Cabinet Jeantet,Paris
- 2017 Galerie Singulier, Bruxelles
- 2017 Galerie Joseph, Paris
- 2018 Exposition 16 plus 1, Sofia (Bulgarie)
- 2017 Galeria Joseph, Paris
- 2019 Adams Morgan, Washington DC [12]
- 2020-2025 Expositi private, Paris

## Colecții publice
- Franța: Fondul Național de Artă Contemporană (Centre National des Arts Plastiques), lucrare aflată în colecțiile Ministerului Afacerilor Externe al Franței, la Paris — Centaure (1981), din 1984[6]
- China: Muzeul de artă contemporană din Ningbo[7][8]
- România: Muzee naționale

## Stil și recunoaștere
Stilul lui Buba este adesea comparat cu cel al lui Francis Bacon si Willem de Kooning.

### Aprecieri critice
René HUYGHE (1906–1997), membru al  Academiei Franceze și fost conservator-șef al Luvrului, scria despre pictor într-o scrisoare adresată lui Jacques Chirac:
„Am fost impresionat de calitatea lucrărilor sale, care mi se par a marca o etapă importantă în arta modernă. A reușit să concilieze o aparență figurativă cu libertățile oferite de arta abstractă...”